# 1802 en architecture
| Années de l'architecture : 1799 - 1800 - 1801 - 1802 - 1803 - 1804 - 1805    |
| Décennies de l'architecture : 1770 - 1780 - 1790 - 1800 - 1810 - 1820 - 1830 |

Cet article présente les faits marquants de l'année 1802 en architecture.

## Récompenses
- Prix de Rome : x.

## Décès
- 17 juillet : Esprit-Joseph Brun (°1710).